# Ljungskile Sportklubb
Ljungskile SK es un equipo de fútbol de Suecia de la localidad Ljungskile en Uddevalla . El Club fue fundado en 1926, actualmente juega en la Primera División de Suecia Sur.

## Jugadores

### Plantilla 2022/2023
- = Lesionado de larga duración
- = Capitán'